# Гари Бъртълс
Гари Бъртълс е бивш английски футболист, смятан за голям талант като нападател, но впоследствие не оправдава очакванията.

## Биография
Бъртълс е роден на 27 юли 1956 г. в Нотингам. Започва кариерата си в „Нотингам Форест“ през 1977 г. след като е закупен от „Лонг Ийтън“. Дебютира срещу „Хъл Сити“ на 12 март 1977. Печели два пъти КЕШ (1979, 1980) и веднъж титлата в Англия (1978), отбелязва 32 гола в 87 мача в периода 1976-1980. През сезон 1978/79 отбелязва 24 гола в 56 срещи.
През октомври 1980 г. е закупен от „Манчестър Юнайтед“ за 1,25 милиона паунда, но отбелязва едва 12 гола. Дебютира за „червените дяволи“ на 22 октомври 1980 г. при победата като гост над Стоук Сити (2-1). За две години отбелязва едва 12 гола в 64 срещи и през септември 1982 се връща обратно в „Нотингам Форест“ за сумата от 250 000 паунда. Във „Форест“ играе до 1987 и в периода 1982-1987 отбелязва 38 гола за 125 мача. Бъртълс е играч на „Нотс Каунти“ от юни 1987 до 1989 (63 мача, 9 гола) и „Гримзби“ от 1989 до 1991 (69 мача, 9 гола).
Изиграва общо три мача за мъжкия национален отбор по футбол на Англия, където играе през 1980-1981.
След края на състезателната си кариера Бъртълс е треньор, а по-късно и коментатор за ФМ Сенчъри 106 и „Скай ТВ“.